# Journées médicales de Toulouse (1924)
Les Journées médicales de Toulouse furent une conférence internationale de médecine organisée à Toulouse, France, entre le 10 et le 13 juillet 1924 sous la direction du professeur de pédiatrie André Bardier.

## Historique
Reprenant le modèle des Journées médicales de Bruxelles fondées à la fin de la Première Guerre mondiale, les journées toulousaines constituèrent un évènement majeur de la vie universitaire et médicale de la ville dans l'entre-deux-guerres.

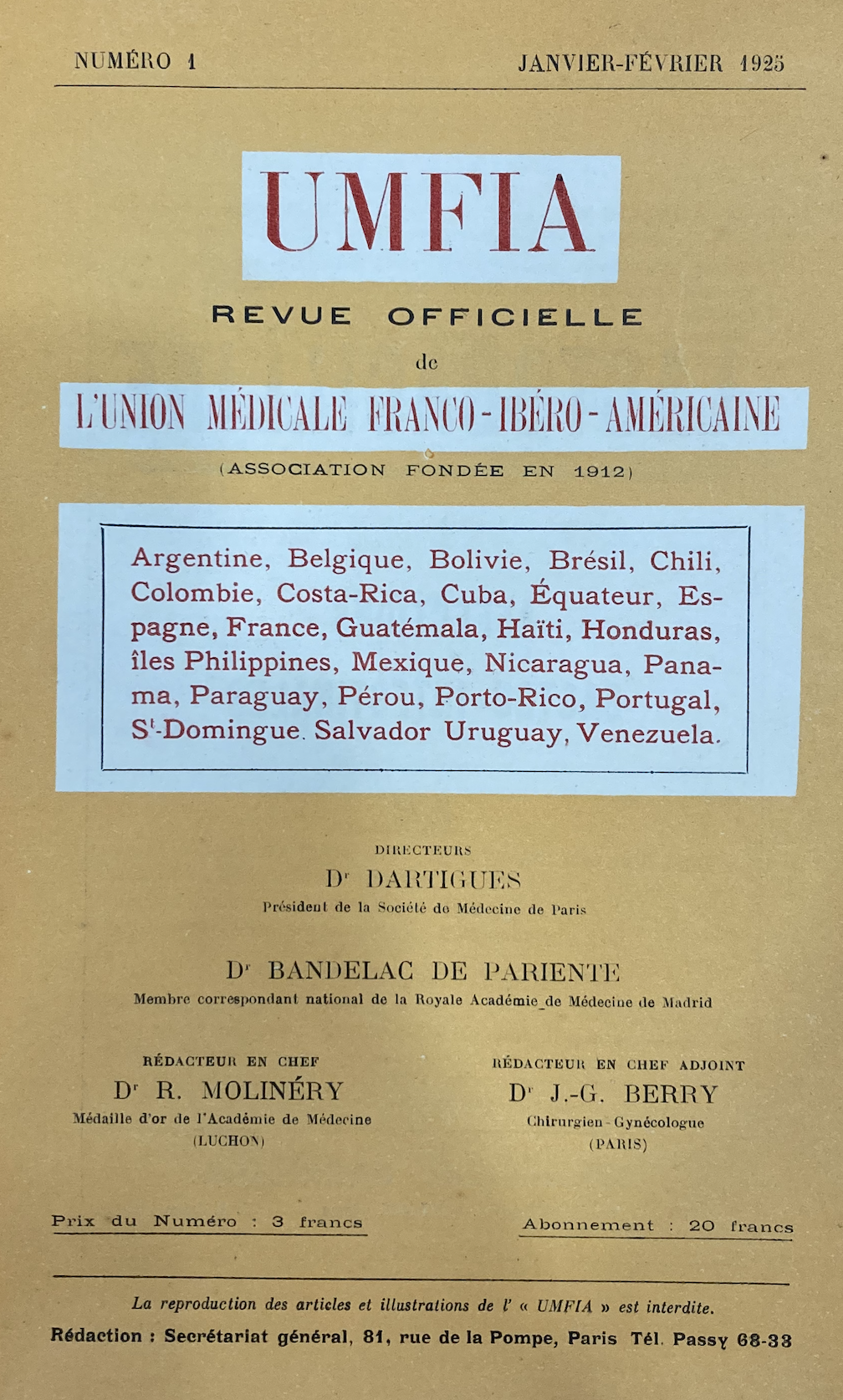
Revue de l'UMFIA publiée à la suite des Journées.

Elles furent impulsées par l'Union médicale franco-ibéro-américaine, une organisation créée en 1912 et active jusqu'en 1940. Initialement prévues pour juin 1924, afin de correspondre avec l'« Exposition des Pays latins », les journées furent finalement repoussées au mois de juillet.
Organisées à la Faculté de Médecine de Toulouse (aujourd'hui Université Paul-Sabatier, la faculté de médecine était alors située dans l'actuel Jardin des Plantes) l'évènement attira des conférenciers de renom, tels que :
- le doyen et professeur toulousain Paul Sabatier[7],
- le professeur Eugène Gley du Collège de France[8],
- la professeure Marthe Louise Condat[9],
- le docteur Jean-Hyacinthe Vincent du Val-de-Grâce, le professeur Paul Bézy (considéré l'initiateur de la pédiatrie à Toulouse[2]), ou encore
- le docteur Bellencontre, président de l'Association générale de Prévoyance et de Secours mutuels des Médecins de France (mieux connue comme Association des Médecins de France, ce fut un groupement professionnel, influent à l'époque[10]).

Des délégations venues de toute l'Europe prirent également part au séminaire, à l'instar du docteur René Beckers, fondateur des Journées Médicales de Bruxelles ou encore du recteur de l'Université de Barcelone, le docteur Andrés Martínes Vargas, en représentation du gouvernement espagnol de la dictature de Primo de Rivera. Accompagné d'une importante délégation d'universitaires espagnols et muni d'un mandat officiel du roi d'Espagne Alphonse XIII, il déclara:
« Que cette vieille et illustre Université Toulousaine soit le foyer qui va unir par des liens indissolubles les médecins français et espagnols pour continuer l'œuvre grandiose créée par l'Umfia ou Union Médicale Franco-Ibero-Américaine et par ses animateurs les docteurs Bandelac de Pariente et Dartigues, le grand Toulousain. […] C'est pour […] féliciter la Faculté dont vous illustrez si noblement l'histoire, que mon gouvernement m'a délégué auprès de vous »
Les Journées représentaient à l'époque « une sorte de congrès médical d'un genre nouveau en France ». Par la suite, d'autres journées médicales s'organisèrent, à Montpellier et dans d'autres villes françaises.